# Liste der Landschaftsschutzgebiete im Kreis Borken
Die Liste der Landschaftsschutzgebiete im Kreis Borken enthält die Landschaftsschutzgebiete des Kreises Borken in Nordrhein-Westfalen.
| Bild                          | Nummer        | Bezeichnung des Gebietes                                            | Fläche in Hektar | WDPA-ID   | Koordinaten | Datum der Verordnung |
| ----------------------------- | ------------- | ------------------------------------------------------------------- | ---------------- | --------- | ----------- | -------------------- |
|                               | LSG-3708-001  | LSG-Rüenberger Venn, Goorbach                                       | 542,70           |           | Position    | 1975                 |
|                               | LSG-3806-007  | LSG-Luentener Feld, Ammeloer Venn                                   | 943,12           | 555552731 | Position    | 1992                 |
|                               | LSG-3807-003  | LSG-Huendfelder Moor, Brook                                         | 562,38           | 555638528 | Position    | 1992                 |
|                               | LSG-3807-004  | LSG-Eilermark, Eper Venn, Graeser Venn                              | 809,83           | 555638528 | Position    | 1975                 |
|                               | LSG-3807-005  | LSG-Alstaette - Gerwinghook                                         | 427,11           | 555552734 | Position    | 1992                 |
|                               | LSG-3807-006  | LSG-Talaue der Alstaetter Aa                                        | 65,54            | 555552735 | Position    | 1992                 |
|                               | LSG-3807-008  | LSG-Hoersteloe                                                      | 798,90           | 555552736 | Position    | 1992                 |
|                               | LSG-3807-010  | LSG-Schmaeinghook, Hoersteloe                                       | 751,20           |           | Position    | 1975                 |
| Ahaus Buchen am Karnickelberg | LSG-3808-009  | LSG-Grossflaechiges LSG zwischen Epe, Heek, Ahaus,                  | 5617,25          |           | Position    | 1975                 |
|                               | LSG-3906-011  | LSG-Noerdliche Berkelniederung                                      | 989,30           | 555552929 | Position    | 1985                 |
|                               | LSG-3906-012  | LSG-Zwillbrock                                                      | 422,14           | 555552930 | Position    | 1985                 |
|                               | LSG-3906-015  | LSG-Fuerstenbusch                                                   | 322,00           | 555552931 | Position    | 1985                 |
|                               | LSG-3907-0017 | LSG-Fuerstenbusch                                                   | 175,28           | 555552932 | Position    | 2005                 |
|                               | LSG-3907-0018 | LSG-Hengeler-Wendfeld                                               | 970,35           | 555552933 | Position    | 2005                 |
|                               | LSG-3907-0019 | LSG-Almsick-Bueren-Estern                                           | 1977,61          | 555552934 | Position    | 2005                 |
|                               | LSG-3907-0020 | LSG-Liesner Wald                                                    | 434,31           | 555552935 | Position    | 2005                 |
|                               | LSG-3907-0021 | LSG-Almsick-Sued                                                    | 64,54            | 555552936 | Position    | 2005                 |
|                               | LSG-3907-013  | LSG-Oestliche Berkelniederung                                       | 855,49           | 555552937 | Position    | 1985                 |
|                               | LSG-3907-016  | LSG-Vredener Feld, Poiksbrook                                       | 796,07           | 555691046 | Position    | 1975                 |
|                               | LSG-3908-001  | LSG-Eissingort-Heven                                                | 518,14           | 555552941 | Position    | 1999                 |
|                               | LSG-3908-0017 | LSG-Hengelborger Bach                                               | 64,64            | 555552942 | Position    | 2005                 |
|                               | LSG-3908-002  | LSG-Asbeck-Haulingort                                               | 454,11           | 555552943 | Position    | 1999                 |
|                               | LSG-3908-003  | LSG-Talraum des Asbecker Muehlenbachs in der Bauerschaft Eissingort | 8,10             | 555552944 | Position    | 1999                 |
|                               | LSG-3908-004  | LSG-Averbeck-Gemen                                                  | 451,23           | 555552945 | Position    | 1999                 |
|                               | LSG-3908-005  | LSG-Ramsberg                                                        | 436,28           | 555552946 | Position    | 1999                 |
|                               | LSG-3908-006  | LSG-Talraum am Hof Naber                                            | 3,54             | 555552947 | Position    | 1999                 |
|                               | LSG-3909-002  | LSG-Noerdlicher Ramsberg-Vechte                                     | 277,47           | 555552951 | Position    | 1999                 |
|                               | LSG-3909-003  | LSG-Talaue der Vechte                                               | 287,35           | 555552952 | Position    | 1999                 |
|                               | LSG-4006-0001 | LSG-Hundewick-Immingheide                                           | 666,42           | 555553145 | Position    | 2005                 |
|                               | LSG-4006-0003 | LSG Weseker Geest                                                   | 1895,90          | 555553146 | Position    | 2001                 |
|                               | LSG-4006-002  | LSG-Klostervenn                                                     | 367,89           | 555553147 | Position    | 2001                 |
|                               | LSG-4006-017  | LSG-Vitiverter Mark                                                 | 741,20           |           | Position    | 1975                 |
|                               | LSG-4006-020  | LSG-Burlo-Vardingholter Venn(L2)                                    | 2801,25          |           | Position    | 1972                 |
|                               | LSG-4007-0001 | LSG-Breul - Estern - Lohner Heide                                   | 507,55           | 555553150 | Position    | 2004                 |
|                               | LSG-4007-0002 | LSG Hartwick - Berkel                                               | 320,91           | 555553151 | Position    | 2004                 |
|                               | LSG-4007-0003 | LSG Bueren - Tungerloh - Cappellen                                  | 2232,90          | 555553152 | Position    | 2004                 |
|                               | LSG-4007-0004 | LSG Velen - Tungerloh - Proebsting                                  | 362,70           | 555553153 | Position    | 2004                 |
|                               | LSG-4007-0005 | LSG Weseker Mark                                                    | 1001,42          | 555691020 | Position    | 1972                 |
|                               | LSG-4007-0006 | LSG Holthausen West                                                 | 158,59           | 555553155 | Position    | 1972                 |
|                               | LSG-4007-0007 | LSG Nordvelen / Lobbenberg / Dorenfeld / Hochmoor                   | 2201,48          | 555553156 | Position    | 1972                 |
|                               | LSG-4007-0008 | LSG Rindelfortsbach                                                 | 85,13            | 555553157 | Position    | 1972                 |
|                               | LSG-4007-019  | LSG-Lohner Heide                                                    | 378,46           | 555691047 | Position    | 1975                 |
|                               | LSG-4008-0003 | LSG Tungerloh - Proebsting Ost                                      | 746,82           | 555553161 | Position    | 2004                 |
|                               | LSG-4104-0002 | LSG Issel                                                           | 535,04           | 555553406 | Position    | 2003                 |
|                               | LSG-4104-0003 | LSG Dwarsfeld                                                       | 344,74           | 555553407 | Position    | 2003                 |
|                               | LSG-4104-0004 | LSG Bocholter Aa - Kahles Bruch                                     | 389,52           | 555553408 | Position    | 2003                 |
|                               | LSG-4104-0005 | LSG Suderwick                                                       | 38,60            | 555553409 | Position    | 2003                 |
|                               | LSG-4104-0006 | LSG Regnieter Bach                                                  | 67,23            | 555553410 | Position    | 2003                 |
|                               | LSG-4104-0007 | LSG Breels - Herzebocholt                                           | 690,36           | 555553411 | Position    | 2003                 |
|                               | LSG-4104-0008 | LSG Diesfeld - Vehlingen                                            | 528,95           | 555553412 | Position    | 2003                 |
|                               | LSG-4104-0009 | LSG Clev`sche Landwehr - Wolfstrang                                 | 239,18           | 555553413 | Position    | 2003                 |
|                               | LSG-4104-0010 | LSG Bielehorster Landwehr                                           | 78,54            | 555553414 | Position    | 2003                 |
|                               | LSG-4104-0011 | LSG Heelden                                                         | 215,55           | 555553415 | Position    | 2003                 |
|                               | LSG-4104-0012 | LSG Isselburg-Sued - Kalfurter Heide                                | 104,86           | 555553416 | Position    | 2003                 |
|                               | LSG-4105-0001 | LSG Werth - Sued                                                    | 54,43            | 555553417 | Position    | 2003                 |
|                               | LSG-4105-0004 | LSG-Tenkingesch - Winkelhauser Berg                                 | 194,60           | 555553418 | Position    | 2006                 |
|                               | LSG-4105-0005 | LSG-Bocholter Aa                                                    | 311,64           | 555553419 | Position    | 2006                 |
|                               | LSG-4105-0006 | LSG-Biemenhorst - Buengern - Krommert                               | 3389,10          | 555553420 | Position    | 2006                 |
|                               | LSG-4105-0007 | LSG-Honselbach                                                      | 64,77            | 555553421 | Position    | 2006                 |
|                               | LSG-4105-0008 | LSG Up de Weiden                                                    | 44,96            | 555553422 | Position    | 1997                 |
|                               | LSG-4105-001  | LSG Hogespork                                                       | 736,60           | 555553423 | Position    | 1997                 |
|                               | LSG-4105-002  | LSG-Isselpende                                                      | 168,30           | 555553424 | Position    | 1997                 |
|                               | LSG-4105-003  | LSG-Hemden                                                          | 356,69           | 555553425 | Position    | 1997                 |
|                               | LSG-4106-0001 | LSG Ruempingbach                                                    | 57,55            | 555553426 | Position    | 2006                 |
|                               | LSG-4106-0002 | LSG-Vardingholt-Sued / Rheder                                       | 539,85           | 555553427 | Position    | 2006                 |
|                               | LSG-4106-001  | LSG-Hoxfeld                                                         | 772,40           | 555553428 | Position    | 2001                 |
|                               | LSG-4106-024  | LSG-Aa-Niederung, Rheder Busch(L5)                                  | 796,32           | 555691031 | Position    | 1972                 |
|                               | LSG-4107-0001 | LSG Waldvelen / Ramsdorf-Sued / Gemenkrueckling / Sternbusch        | 1778,81          | 555553430 | Position    | 1972                 |
|                               | LSG-4107-0002 | LSG Schoenstatt Aue                                                 | 91,41            | 555553431 | Position    | 2001                 |
|                               | LSG-4107-0003 | LSG Schwarzer Bach / Vennbach / Weißer Vennbach                     | 112,10           | 555553432 | Position    | 2011                 |
|                               | LSG-4107-0004 | LSG Die Berge                                                       | 500,41           | 555553433 | Position    | 1972                 |
|                               | LSG-4107-001  | LSG-Holtbachtal                                                     | 167,03           | 555553434 | Position    | 2001                 |
|                               | LSG-4107-026  | LSG-Rekener Berge(L10)                                              | 1540,62          | 555691032 | Position    | 1972                 |
|                               | LSG-4107-029  | LSG-Brennerholt, Kreulkerhok                                        | 988,27           | 555553436 | Position    | 1989                 |
|                               | LSG-4107-036  | LSG-Reker Feld(L9)                                                  | 918,11           | 555691050 | Position    | 1972                 |
|                               | LSG-4108-0001 | LSG Weißes Venn                                                     | 431,93           | 555553438 | Position    | 2011                 |
|                               | LSG-4108-027  | LSG-Heubachniederung, Weisses Venn                                  | 1041,88          | 555553443 | Position    | 1989                 |
|                               | LSG-4108-028  | LSG-Rekener Berge                                                   | 2383,13          | 555553444 | Position    | 1989                 |
|                               | LSG-4108-030  | LSG-Dorfbauernschaft Reken                                          | 111,75           | 555553445 | Position    | 1989                 |
|                               | LSG-4108-031  | LSG-Heubach- und Boombachniederung                                  | 379,67           | 555553446 | Position    | 1989                 |
|                               | LSG-4108-032  | LSG-Hohe Mark                                                       | 920,31           | 555553447 | Position    | 1989                 |
|                               | LSG-4206-0005 | LSG Issel                                                           | 353,55           | 555553607 | Position    | 1972                 |
|                               | LSG-4206-0006 | LSG Raesfeld / Homer / Erle / Westrich / Oestrich                   | 3670,78          | 555553608 | Position    | 1972                 |
|                               | LSG-4206-0007 | LSG Tiergarten Schloss Raesfeld / Erler Mark                        | 241,51           | 555553609 | Position    | 1972                 |
|                               | LSG-4206-0008 | LSG Waldbach                                                        | 69,30            | 555553610 | Position    | 1972                 |